# Sven Lagerbring
Sven Lagerbring (à l'origine Sven Bring ; après avoir été fait chevalier, il écrit son nom Sven Lager Bring), né le 24 février 1707 à Klinta (Bosjökloster) et mort le 5 décembre 1787 à Lund, est un professeur et historien suédois.
Il a été décrit comme « le premier historien suédois au sens moderne du terme »,.
Lagerbring était professeur à l'Université de Lund. Il a lancé des recherches plus modernes et critiques sur l'histoire suédoise aux côtés d'Olof von Dalin. Il a publié un large éventail d'ouvrages, dont Swea rikes historia, en quatre volumes. Il devient membre de l'Académie royale suédoise d'histoire et d'antiquités en 1786.

## Biographie
Sven Bring est né à Klinta en Scanie. Il est le fils du vicaire Ebbe Jönsson Bring et d'Abela Olufsdotter Klinthea. Il commence ses études en 1720 à l'Université de Lund, où il devient professeur adjoint de droit en 1731, puis passe quelques années à Stockholm comme professeur pour la famille von Fersen, période pendant laquelle il a l'occasion d'effectuer des recherches aux Archives nationales. En 1741, il devient registraire à Lund et en 1742 professeur d'histoire, succédant à Kilian Stobæus,. En 1751, il est nommé juris doctor, en 1755 membre de l'Académie royale suédoise des belles-lettres, d'histoire et des antiquités de la reine Louise-Ulrique de Prusse, et en 1770 définitivement en congé de sa chaire pour des travaux scientifiques. En 1769, il est fait chevalier sous le nom de Lagerbring et en 1770 reçoit le titre de chancelier (kansliråd). Lagerbring est recteur de l'université de Lund en 1748, 1755 et 1769. Ses influences à l'université comprennent les professeurs Andreas Rydelius (sv), Kilian Stobæus et Carl Papke (sv).
Grâce au droit, Lagerbring s'oriente vers la recherche historique. Son professeur de droit David Nehrman Ehrenstråhle (sv) a influencé son approche de l'histoire. Pendant qu'il est instructeur privé pour Axel von Fersen l'Ancien, le futur chef du parti des Chapeaux, la formation des Chapeaux bat son plein et les luttes croissantes entre les deux partis à l'époque influencent également ses écrits. Au cours de sa première chaire, ses travaux couvrent un large éventail de sujets, notamment l'histoire et ses sciences auxiliaires, ainsi que la théologie et, entre autres, la philosophie. Parmi ses ouvrages les plus importants, De usu et utilitate historiarum (1745), pose la question de la finalité de l'histoire à examiner, et De fide historica monumentorum islandicorum (1763), examine pour la première fois de manière critique la valeur des sources historiques de la littérature islandaise. La Dissertatio exhibens cautelas de prudenter instituenda historia (1763), traite des tâches et des méthodes de l'historiographie et démontre bon nombre des idées qui ont guidé Lagerbring dans sa paternité historique. Lagerbring a également publié un grand nombre d'études d'histoire locale de la Scanie. La série de controverses Monumenta scanensia (36 thèses en deux volumes, 1744-1751), est principalement une publication des sources médiévales sur l'histoire de la Scanie. Il a également travaillé sur l'histoire de l'éducation et a planifié un grand ouvrage, Historia literaria, dont cependant seule une partie traitant de l'Antiquité a été imprimée en 1748.
Aux côtés d'Olof von Dalin, Lagerbring initie les recherches les plus modernes et critiques sur l'histoire suédoise. L'ouvrage principal de Lagerbring est Swea rikes historia (quatre volumes, 1769-1783 ; le dernier volume, concernant la période 1460-1463, a été imprimé pour la première fois en 1907 par Lauritz Weibull (en)). Un résumé plus court de l'histoire suédoise est Sammandrag af Svea rikes historia (1775 ; dans une nouvelle édition quelque peu augmentée de 1778 à 1780), auquel es ajouté un récit de l'organisation et de l'administration de l'État suédois.
Contrairement à Dalin, Lagerbring établit une distinction nette entre source et littérature. Comme preuve de son sens critique, il émet des doutes sur l'authenticité de la bulle papale du pape Agapet II et étudie également les contrefaçons de documents de l'Église de Hambourg-Brême.
Lagerbring est vivement intéressé par l' archéologie et l'histoire de sa province ancestrale ; il publie, entre autres choses, une grande collection de Monumenta scanensia.
Les bibliothèques universitaires de Lund et d'Uppsala ainsi que la bibliothèque diocésaine de Linköping possèdent plusieurs manuscrits inédits de Lagerbring, tels que des plans de cours et des transcriptions d'actes. Son autobiographie a été publiée par Lauritz Weibull sous le titre Sven Lagerbring. Skrifter och à l'occasion de la célébration par l'Université de Lund du 200e anniversaire de sa naissance en 1907.
Lagerbring est à la tête de la Royal Physiographic Society de Lund en 1778-1779.
Le 20 mars 1786, il devient membre de l' Académie royale suédoise d'histoire et d'antiquités. Il meurt à Lund en 1787 et est enterré dans une chapelle de l'église de Mörarp.

### Famille
Lagerbring épouse Maria Beata Lagercreutz en 1745 ; le couple a six enfants, dont quatre sont décédés de son vivant. Son fils Carl Lagerbring (sv) (1751-1822) devient comte et fonctionnaire du gouvernement,,.

## Hommages
Un buste de Lagerbring, réalisé par l'artiste Albert von Stockenström (sv), se trouve sur la place de l'Université de Lund depuis 1907. Le jour de la mort de Lagerbring, le 5 décembre, porte, en son honneur, le nom de Sven dans l'Almanach suédois depuis 1901,.